# Arecibo (Arecibo)
Arecibo es un barrio-pueblo ubicado en el municipio de Arecibo en el estado libre asociado de Puerto Rico. En el Censo de 2010 tenía una población de 96374 habitantes y una densidad poblacional de 1.251,33 personas por km².

## Geografía
Arecibo se encuentra ubicado en las coordenadas 18°28′23″N 66°43′13″O / 18.47306, -66.72028. Según la Oficina del Censo de los Estados Unidos, Arecibo tiene una superficie total de 6.79 km², de la cual 3.72 km² corresponden a tierra firme y (45.21%) 3.07 km² es agua.

## Demografía
Según el censo de 2010, había 8488 personas residiendo en Arecibo. La densidad de población era de 1.251,33 hab./km². De los 89,538,488 habitantes, Arecibo estaba compuesto por el 81.77% blancos, el 6.01% eran afroamericanos, el 0.73% eran amerindios, el 0.19% eran asiáticos, el 6.44% eran de otras razas y el 4.85% pertenecían a dos o más razas. Del total de la población el 98.88% eran hispanos o latinos de cualquier raza.